# Hainzenspitze
Die Hainzenspitze, auch Heinzenspitze, ist ein 2930 m ü. A. hoher Berggipfel der Lasörlinggruppe in der Venedigergruppe in Osttirol (Österreich). Er liegt im Nordwesten Osttirols in der Gemeinde St. Jakob in Defereggen, südlich der Gemeindegrenze zu Prägraten am Großvenediger. Die Hainzenspitze wurde erstmals am 15. Juli 1896 von Ludwig Purtscheller bestiegen, wobei Purtscheller an diesem Tag über den Ostgrat abstieg und in der Folge die Erstbesteigung des Kesselpaters vornahm. 

## Lage
Die Hainzenspitze liegt im Westen der Lasörlinggruppe und verfügt über einen West-, Ost- und Südgrat. Der vierstufige Westgrat fällt zur Neuen Reichenberger Hütte bzw. dem Bödensee ab,  der lange Südgrat zur Trojeralm im Trojeralmtal. Der Ostgrat führt zum benachbarten Kesselpater (2985 m ü. A.), wobei die Hainzenscharte (2875 m ü. A.) die beiden Gipfel voneinander trennt. Nördlich befindet sich die Gösleswand, nordwestlich der Bachlenkkopf. 

## Aufstiegsmöglichkeiten
Der Normalweg auf die Hainzenspitze nimmt seinen Ausgang an der Neuen Reichenberger Hütte, wobei die Schutzhütte vom nördlich gelegenen Ströden (Gemeinde Prägraten) über das Dabertal oder das Großbachtal bzw. von Süden aus dem Trojeralmtal (Gemeinde St. Jakob) erreichbar ist. Von der Neuen Reichenberger Hütte führt der weitere Anstieg entlang des Westgrats bis zum Gipfel (jeweils I). Eine weitere Aufstiegsmöglichkeit bietet sich über den Ostgrat, wobei hier der Aufstieg zunächst durch das Finsterkar in die Hainzenscharte erfolgt und der weitere Aufstieg über den Ostgrat führt.